# 兎鹿斎
兎鹿斎（とろくさい、生没年不詳）とは、江戸時代の上方の浮世絵師。

## 来歴
師系・経歴不明。中庵と号す。「都鹿斎」とも称したかという。作画期は明和の頃とされ、『浮世絵師伝』には「肉筆美人（山吹を持つ）画あり、画風雪鼎に似たり」とある。